# Michele Pessoa
Michele Pessoa (sinh ngày 4 tháng 1 năm 1963) là một vận động viên bơi lội người Angola. Cô đã tham gia hai nội dung tại Thế vận hội Mùa hè 1980.